# Kanton Nexon
Der Kanton Nexon ist ein ehemaliger, bis 2015 bestehender französischer Wahlkreis im Arrondissement Limoges, im Département Haute-Vienne und in der Region Limousin; sein Hauptort war Nexon. Vertreter im Generalrat des Départements war ab 1998 Daniel Faucher (PS).
Der neun Gemeinden umfassende Kanton Nexon war 230,41 km² groß und hatte 7961 Einwohner (Stand: 2012).

## Gemeinden
| Gemeinde                   | Einwohner Jahr | Fläche km² | Bevölkerungsdichte | Code INSEE | Postleitzahl |
| -------------------------- | -------------- | ---------- | ------------------ | ---------- | ------------ |
| Janailhac                  | 510 (2013)     | 18,73      | 27 Einw./km²       | 87077      | 87800        |
| Meilhac                    | 513 (2013)     | 14,84      | 35 Einw./km²       | 87094      | 87800        |
| La Meyze                   | 832 (2013)     | 28,11      | 30 Einw./km²       | 87096      | 87800        |
| Nexon                      | 2537 (2013)    | 40,79      | 62 Einw./km²       | 87106      | 87800        |
| Rilhac-Lastours            | 375 (2013)     | 16,32      | 23 Einw./km²       | 87124      | 87800        |
| La Roche-l’Abeille         | 617 (2013)     | 36,56      | 17 Einw./km²       | 87127      | 87800        |
| Saint-Hilaire-les-Places   | 909 (2013)     | 23,06      | 39 Einw./km²       | 87150      | 87800        |
| Saint-Maurice-les-Brousses | 1047 (2013)    | 10,87      | 96 Einw./km²       | 87169      | 87800        |
| Saint-Priest-Ligoure       | 667 (2013)     | 41,13      | 16 Einw./km²       | 87176      | 87800        |